# Punta de Berrús
La Punta de Berrús és una muntanya de 242 metres que es troba al municipi de Riba-roja d'Ebre, a la comarca catalana de la Ribera d'Ebre.